# Wilton (Wisconsin)
Wilton é uma vila localizada no estado norte-americano de Wisconsin, no Condado de Monroe.

## Demografia
Segundo o censo norte-americano de 2000, a sua população era de 519 habitantes.
Em 2006, foi estimada uma população de 523, um aumento de 4 (0.8%).

## Geografia
De acordo com o United States Census Bureau tem uma área de
2,2 km², dos quais 2,2 km² cobertos por terra e 0,0 km² cobertos por água. Wilton localiza-se a aproximadamente 310 m acima do nível do mar.

## Localidades na vizinhança
O diagrama seguinte representa as localidades num raio de 20 km ao redor de Wilton.